# Kaiserlicher Ahnentempel

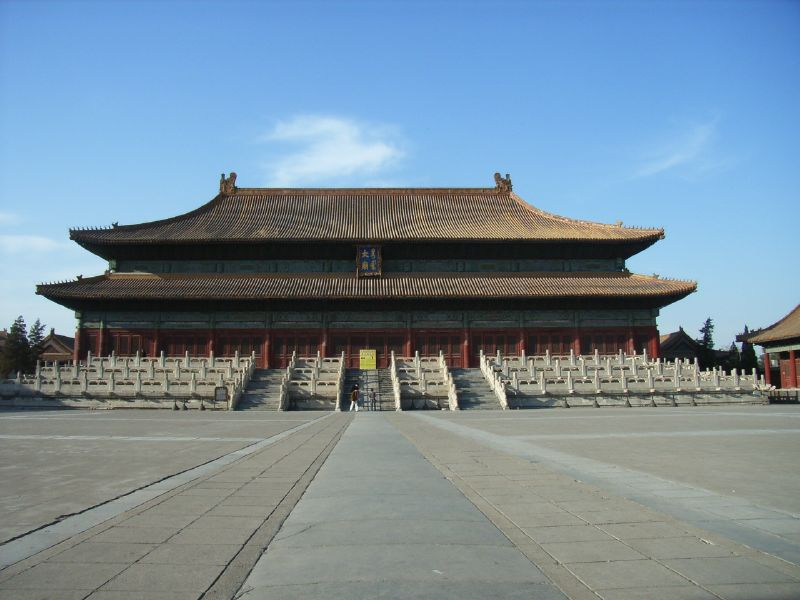
Taimiao

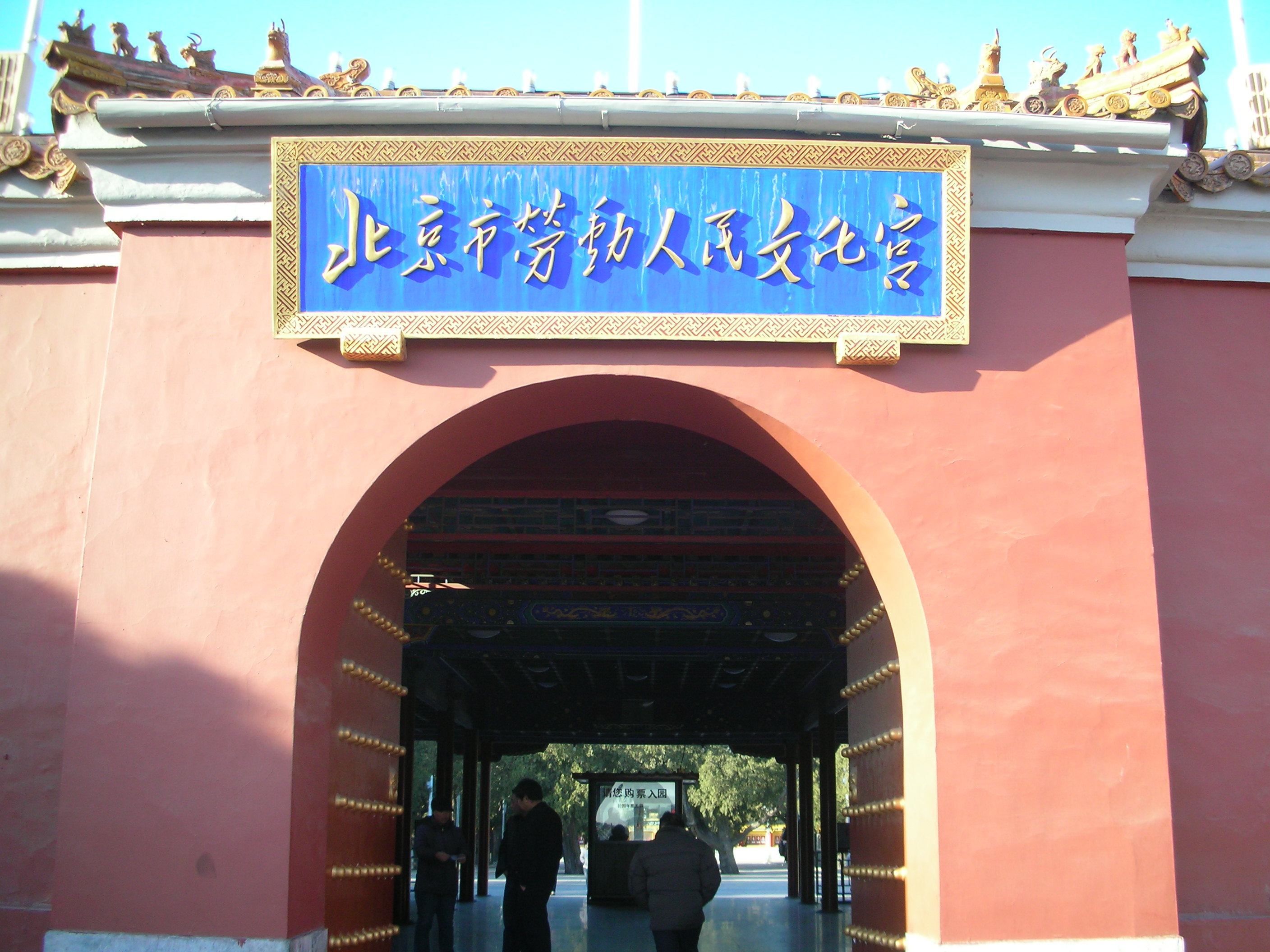
Eingang zum Pekinger Kulturpalast der Werktätigen (Beijing Shi Laodong renmin wenhuagong)

Der Kaiserliche Ahnentempel (太庙,  Tàimiào, auch 明堂,  Míngtáng genannt) ist eine historische Stätte aus der Zeit der Ming- und der Qing-Dynastie in Peking. Sie befindet sich in unmittelbarer Nachbarschaft der Verbotenen Stadt östlich des Tian’anmen-Tores. In dem Tempel opferten die Kaiser ihren Ahnen. Die Anlage umfasst Vorder-, Mittel- und Hinterhalle sowie weitere Nebenhallen zu beiden Seiten. 1924 wurde daraus der Friedenspark (Heping gongyuan). Seit 1950 trägt die Anlage den Namen Pekinger Kulturpalast der Werktätigen.
Der kaiserliche Ahnentempel steht seit 1988 auf der Liste der Denkmäler der Volksrepublik China (3-80).